# Strilić (naselje)
Strilić je nekadašnje prigradsko naselje grada Sombora, Vojvodina. Tijekom druge polovice 20. stoljeća naselje se spojilo sa Somborom. Od Strilića prema sjeverozapadu vodi Monoštorski put, a drugi sjeverozapadniji put je Bezdanski put.
Upravno nisu klasificirani kao posebno naselje, nego kao dio grada Sombora. Fizički su nekad bili odvojeni od samog grada. Nalaze se zapadno od Sombora, preko Velikog bačkog kanala.
Nalazi se zapadno od rječice Mostonge, pruža se u luku od sjeveroistoka prema jugozapadu. Zapadno je salašarsko naselje Šikara, sjeverozapadno je salašarsko naselje Kozara, Krpeži, sjeveroistočno je Mali Beč, sjeverno je cestovna prometnica prema Nenadiću i Gakovu. Južno su Josićevi salaši te nešto dalje Veliki bački kanal, a preko njega salašarsko naselje Centrala.
U Striliću se nalazila željeznička postaja. Željeznička pruga što ide iz Lemaša i Čonoplje, pa kroz Sombor prema jugu prema Prigrevici, prati naselje Strilić. Stara željeznička pruga vodila granala se kod Strilića te vodila sjeverno od naselja prema Monoštoru.
Ime nosi prema bačkoj bunjevačkoj obitelji Strilića koja je zapadno od Sombora imala svoje posjede.
Povijesno su jednim od bunjevačkih naselja u Bačkoj.